# Peruș
Perușul (Melopsittacus undulatus) este un papagal de talie mică, cu coadă lungă, mâncător de semințe. În mod natural, specia este de culoare verde și galbenă, cu marcaje negre pe ceafă, spate și aripi. Perușii sunt crescuți în captivitate în culorile albastru, alb, galben, gri și chiar cu creastă mică. Specia este singurul membru al genului Melopsittacus, care este singurul gen din tribul Melopsittacini.
Perușul se găsește prin părțile uscate ale Australiei și a supraviețuit timp de cinci milioane de ani în condițiile dure ale acelui continent.
Perușul este o pasăre mică, cu o greutate medie de 50 grame, lungimea nedepășind 20 cm. Culoarea originară a perușului este verde, iar în urma domesticirii s-au obținut cele mai variate culori. Perușul are cioc puternic și picioarele scurte, fiecare cu patru degete care se termină cu gheare scurte. Cercetări recente au dovedit că perușul are simțul ritmului.
Găsiți în sălbăticie în toate părțile mai uscate ale Australiei, înainte de colonizare, au supraviețuit condițiilor dure autohtone timp de 5 milioane de ani. Perușul este strâns legat de papagalii loriini și papagalii de smochin.
Perușii sunt papagali nomazi care sunt crescuți în captivitate încă din secolul al XIX-lea. Atât în captivitate cât și în sălbăticie, perușii se reproduc oportunist și în perechi.

## Originea numelui
Originea numelui păsării nu este clară. Înregistrați prima dată în 1805, perușii sunt animale de companie populare în întreaga lume datorită dimensiunilor mici, costului redus și a abilității de a imita vorbele oamenilor. El este al treilea cel mai popular animal de companie din lume, după câine și pisică.

## Îngrijirea perușilor
Colivia nu trebuie lăsată în bătaia soarelui sau într-un loc în care există curent, deoarece perușii se pot îmbolnăvi foarte repede. Din nou, nu trebuie izolat de restul familiei, mai ales dacă este singur, pentru că poate deveni apatic și stresat. Mâncarea perușilor este alcătuită de obicei din mei și semințe dar trebuie îmbogățită cu legume și fructe proaspete (Atenție!: fără sare, puțin morcov ras sau broccoli, pătrunjel, pepene galben etc.). Vara fiind foarte cald, perușilor li se pot achiziționa tăvițe sau băi speciale în care se pot spăla.
Temperatura apei trebuie să fie caldă, nu fierbinte sau rece, pentru a nu se îmbolnăvi. În condițiile în care se îmbolnăvesc, ne vom da seama din cauza faptului că ei nu își mai fac toaleta zilnică sau nu mai ciripesc sau nu mai mănâncă. În astfel de cazuri trebuie vorbit cu un veterinar specializat în păsări exotice Arhivat în 6 martie 2019, la Wayback Machine..

## Hrană
Meiul este hrana de bază pentru papagalii peruși. În petshop se găsesc diverse amestecuri de semințe speciale pentru peruși. De asemenea, ei pot consuma și fructe și legume spălate și decojite, cum ar fi: morcov, salată, mere, kiwi. Hrana se lasă în vase la dispoziția perușilor pe tot parcursul zilei.